# Иванов (река)
Иванов — река в России, протекает по Кавалеровскому району Приморского края. Длина реки — 15 км.
Начинается на юго-восточном склоне вершины 879,7 м. Течёт на север. В верховьях долина имеет крутые склоны, в низовьях — заболочена. Иванов впадает в Дорожную слева в 29 км от её устья. Вблизи устья делится на несколько рукавов, текущих параллельно Дорожной. Из лесных пород в бассейне Иванова преобладают ель, дуб, берёза.

## Данные водного реестра
По данным государственного водного реестра России относится к Амурскому бассейновому округу, водохозяйственный участок реки — Уссури от истока до впадения реки Большая Уссурка без реки Сунгача, речной подбассейн реки — Уссури (российская часть бассейна). Речной бассейн реки — Амур.
Код объекта в государственном водном реестре — 20030700212118100052780.